# Seoul Station (film)
Seoul Station este un film de groază regizat de Yeon Sang-ho[*] după un scenariu de Yeon Sang-ho[*]. În rolurile principale au interpretat actorii și .
A fost produs de studiourile  și a avut premiera la 17 august 2016, fiind distribuit de . Coloana sonoră a fost compusă de . 
Cheltuielile de producție s-au ridicat la 575.000 $ și a avut încasări de 2.021.735 $.

## Distribuție
Au interpretat actorii:

.